# Compadres
Compadres es una película mexicano-estadounidense de comedia dramática y de acción dirigida por Enrique Begne y coescrita con Ted Perkins y Gabriel Ripstein. La película contó con un elenco de actores mexicanos y estadounidenses como Omar Chaparro, Aislinn Derbez, Erick Elías, Eric Roberts, Joey Morgan y Kevin Pollak, entre otros.
La película fue estrenada el 31 de marzo de 2016 en México y el 22 de abril de 2016 en Estados Unidos.

## Sinopsis
Después de ser liberado de la prisión, el expolicía mexicano Diego Garza (Omar Chaparro) busca venganza contra Santos (Erick Elías), quien ha secuestrado a su novia María (Aislinn Derbez) y lo ha enmarcado por un crimen que no cometió. 
Con la ayuda de su exjefe Coronado (José Sefami), Garza logra escapar con un consejo sobre cómo encontrar a Santos que lo lleva a San Diego en busca de un "contable". Este contador es responsable de robar sus $10 millones y puede saber su paradero. Cuando Garza llega, se sorprende al descubrir que el contador infame es un hacker estadounidense de computadoras blancas de 17 años llamado Vic (Joey Morgan). 
A pesar de un desdén inmediato el uno por el otro, estos dos divididos por cultura, idioma y edad, se dan cuenta de que el cerebro de baja tecnología de Garza y las habilidades de hacker de alta tecnología de Vic puede ser su única oportunidad de encontrar a Santos antes de encontrarlos.

## Elenco
- Omar Chaparro como Diego Garza.
- Joey Morgan como Vic.
- Eric Roberts como Dalton.
- Erick Elías como Santos.
- Aislinn Derbez como María.
- Héctor Jiménez como Guasa.
- Mauricio Barrientos como Porky.
- Camila Sodi como Emilia.
- José Sefami como Coronado.
- Kevin Pollak como Tex the Banker.
- Joaquín Cosío como Gaspar.
- Irán Castillo como comadre.
- Espinoza Paz como Waldo.
- Adrián Uribe como agente fronterizo.
- Evan Henderson como compañero de Dalton.
- Armando Hernández como Payaso.
- Andrés Delgado como Mouse.
- Nicolás Bracewell como Krishna.
- Francisco de la Reguera como Nuncio.
- Natasha Esca como Nicole.

## Banda sonora
- Si hubiera sabido, Omar Chaparro.
- María, C-Kan.
- Compadres, C-Kan.
- Frenesi, Mc Davo ft Paulino Monroy.

## Taquilla
Compadres se estrenó en los Estados Unidos el 22 de abril de 2016 en 368 lugares y ganó $ 1,397,434 en su primer fin de semana, ocupando el noveno lugar en la taquilla norteamericana y el segundo entre los nuevos lanzamientos. En México, la película fue lanzada el 31 de marzo y, a partir del 17 de abril, había recaudado $ 4.225.771, con lo que el total mundial de la película es $ 5.623.205.

## Críticas
La película recibió críticas mixtas a críticas negativas de los críticos. En Rotten Tomatoes, tiene una puntuación de aprobación del 33% basada en 15 revisiones, con una puntuación media de 4.4 / 10. Metacritic reporta una clasificación de 28 de 100 basada en 5 críticos, lo que indica "revisiones generalmente desfavorables".
Además, esta película mexicoamericana causó mucha controversia por una escena del beso que protagonizaron los actores mexicanos Aislinn Derbez y Omar Chaparro. 